# Aruba
Aruba (em neerlandês e papiamento: Aruba) é um país insular constituinte do Reino dos Países Baixos, localizado nas Pequenas Antilhas no sul do mar do Caribe, ao largo da costa da Venezuela. Além da Venezuela, os seus vizinhos mais próximos são Curaçau, Bonaire e a península de La Guajira (Colômbia). A capital é Oranjestad.
O território, juntamente com os Países Baixos (Holanda), Curaçau e São Martinho, forma o Reino dos Países Baixos; Aruba não tem subdivisões administrativas, mas para fins do censo é dividida em oito regiões.

## História
Aruba foi descoberta e ocupada em 1499 por exploradores espanhóis e adquirida pelos Países Baixos em 1636. A ilha separou-se das Antilhas Neerlandesas a 1 de Janeiro de 1986 e tornou-se uma dependência autônoma do Reino dos Países Baixos.

## Geografia e clima

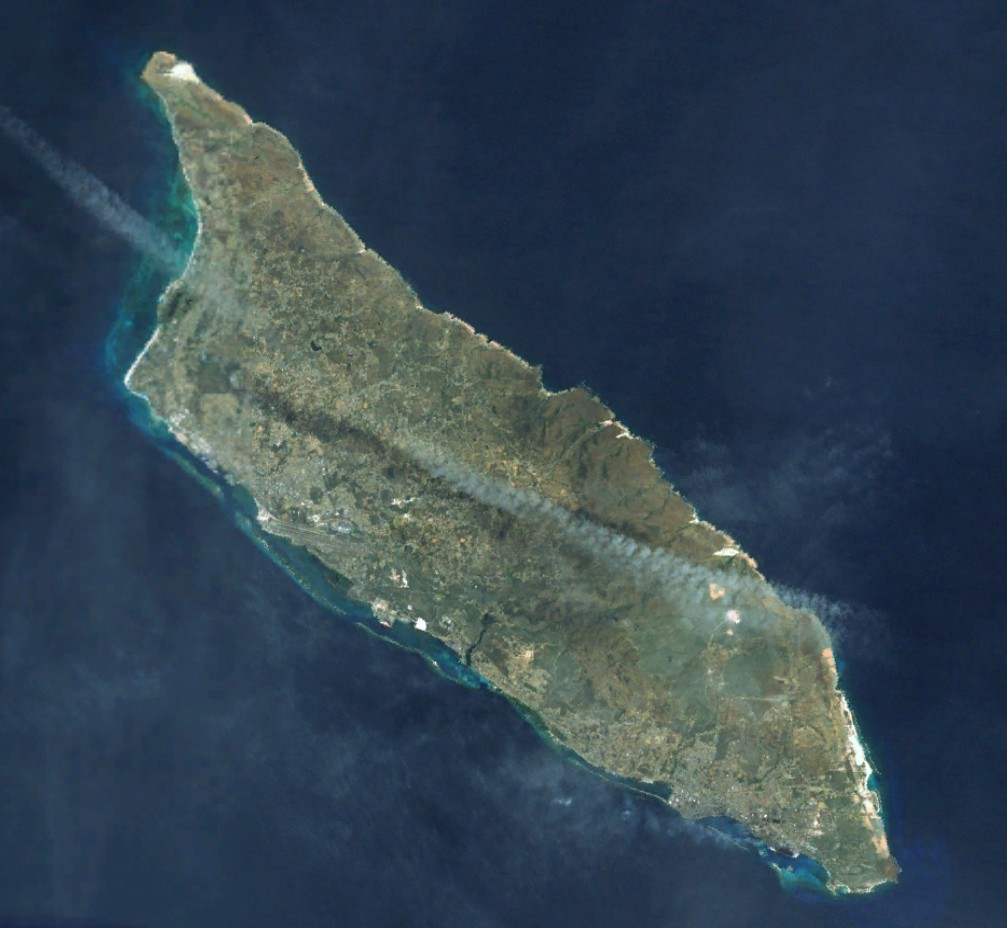
Imagem de satélite de Aruba.

Aruba localiza-se no litoral da Venezuela, a 31 km da península de Paraguaná e a 130 km (aprox.) da península de La Guajira, a oeste. Tem um clima tropical temperado.
Aruba é uma ilha caracterizada por um clima tropical seco com temperatura anual de 28 °C e com pouca variação na temperatura ao longo do ano.
Os meses mais frios são Janeiro e Fevereiro, que situa-se com temperaturas entre os 24 °C e 30 °C, enquanto os mais quentes são Setembro e Agosto, que a temperatura varia entre os 26 °C e o 32 °C.
A ilha recebe entre os 250 e 500 mm de chuva por ano. A estação chuvosa em Aruba é entre Outubro e Dezembro, mas mesmo nessa época as chuvas não são abundantes. A ilha encontra-se fora dos caminhos dos furacões.
A temperatura do mar é excelente para nadar durante todo o ano, varia entre os 25 °C em Fevereiro e 28 °C nos meses entre Agosto e Novembro.

### Cidades e Vilas
De acordo com o último censo feito em julho de 2018, a ilha tem cerca de 116 000 pessoas, não tem grandes cidades sendo dividida em 6 distritos, sendo eles:
- Noord
- Oranjestad
- Paradera
- San Nicolaas
- Santa Cruz
- Savaneta

## Política
Como território dependente do Reino dos Países Baixos, Aruba pode considerar-se parte de uma monarquia constitucional, em que o monarca (o rei Guilherme Alexandre dos Países Baixos) é representado na ilha por um Governador. No entanto, a ilha tem um governo próprio, dirigido por um Primeiro Ministro, nomeado de acordo com as eleições democráticas para o parlamento. As relações exteriores e a defesa estão a cargo do governo central neerlandês.

## Economia
A economia da ilha é sustentada por quatro atividades econômicas principais: turismo, exportação de aloé, refinação de petróleo e operações financeiras offshore. Aruba tem um dos mais altos padrões de vida na região do Caribe, tendo um PIB per capita estimado em US$ 37 500 em 2017. Seus principais parceiros comerciais são Colômbia, Estados Unidos e Holanda.
O turismo e atividades relacionadas representam mais de 50% da receita do país, sendo seus visitantes em sua maioria da América do Norte.

## Demografia

### Composição étnica
A maioria da população é de ascendência mestiça, descende de europeus e indígenas caribenhos. Houve também imigração de países latino-americanos e norte-americanos. Deve ser incluído a ascendência africana dos povos de Aruba, com particularidade dos naturais de Cabo Verde na África Ocidental. Em algum tempo escravos da colónia portuguesa de Cabo Verde, que já falavam a sua língua o crioulo foram levados para essas ilhas pelos piratas holandeses ou espanhóis que invadiam regularmente a ex-colónia de Cabo Verde e roubavam bens e víveres das ilhas. Naquela altura quem produzia sal na costa de África era Cabo Verde que possuía e ainda possui salinas naturais onde os barcos que navegavam no atlântico em direção à África Ocidental, ao Brasil, às Antilhas e às Índias faziam o seu abastecimento antes de zarparem. Os piratas que não dispunham de dinheiro para comprarem os produtos, víveres, mantimentos, água doce, escravos para trabalharem durante a longa travessia, recorriam à ataques e roubavam tudo. Uma outra explicação para os descendentes de Cabo Verde terem chegado às Antilhas Neerlandesas tem a ver com as revoltas que produziam nas ilhas contra os portugueses que então vendiam e deportavam em grande quantidade os revoltosos.

### Religião
Católica, em sua maioria. Há uma minoria protestante e pequenos núcleos judeus, muçulmanos e hindus.

### Idiomas
O neerlandês e o papiamento são as línguas oficiais. Mas a população costuma utilizar predominantemente o papiamento, que é uma língua derivada do português (que era falado pelos judeus e escravos vindos do nordeste brasileiro e das colônias portuguesas na África e que constitui sessenta por cento do seu léxico), com influência do castelhano, do inglês, do neerlandês e de línguas africanas. O papiamento é quase 100 % igual ao criolo de Cabo Verde, que é falado por mais de um milhão e meio de cabo-verdianos, residentes nas ilhas atlânticas e espalhados pelo mundo, salvo algumas expressões que ganhou da influência do espanhol e do neerlandês. Frases criolo: bon dia, bo tarde, bo noite, passá bon dia, pur favor, mi, bo, nos, eje, anhos, também, aga, agu, sal.
Abaixo algumas palavras em papiamento e sua tradução para o inglês, português e neerlandês:
| Papiamento    | English          | Nederlands         | Português         |
| ------------- | ---------------- | ------------------ | ----------------- |
| Bonbini       | Welcome          | Welkom             | Bem-vindo         |
| Bon dia       | Good morning     | Goedemorgen        | Bom dia           |
| Bon tardi     | Good afternoon   | Goedemiddag        | Boa tarde         |
| Bon nochi     | Good evening     | Goedenacht         | Boa noite         |
| Pasa bon dia! | Have a nice day! | Heb een mooie dag! | Tenha um bom dia! |
| Por fabor     | Please           | Alsjeblieft        | Por favor         |
| Ami           | I                | Ik                 | Eu                |
| Abo           | You              | Jij                | Tu                |

### Principais cidades

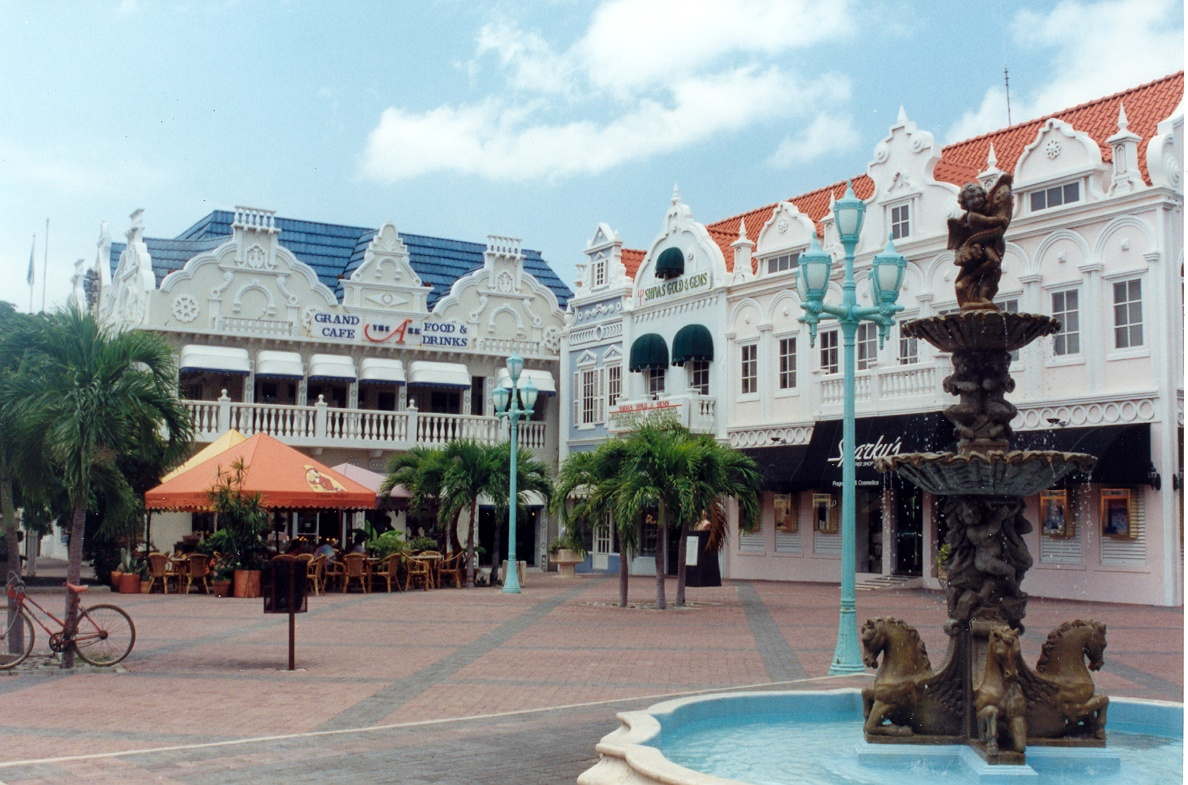
Centro de Oranjestad, capital de Aruba

Oranjestad (capital), Noord e São Nicolau.[carece de fontes?]

## Cultura
A cultura de Aruba foi muito influenciada pelos neerlandeses, mas os costumes dos indígenas que ali viviam continuam vivos, assim com os costumes e a língua forjados localmente no período do domínio neerlandês.